# Zawisakowate

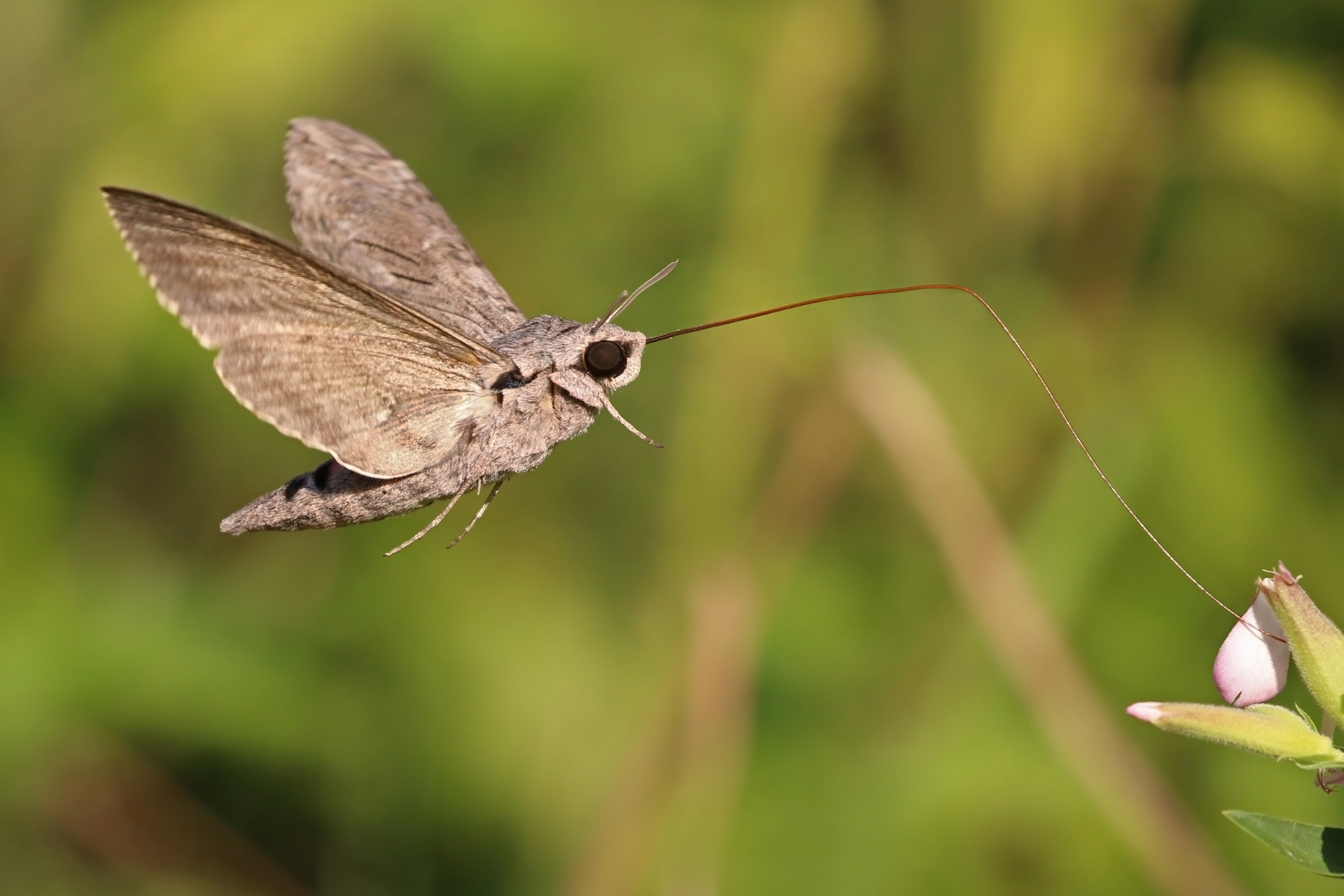
Agrius convolvuli, Bułgaria

Zawisakowate, zawisaki, sfinksy (Sphingidae) – rodzina motyli. Na świecie żyje około 1200 gatunków, w Europie 33, a w Polsce zanotowano 20 gatunków. Rozprzestrzenione głównie w tropikach.
Zawisakowate w przeważającej większości są motylami nocnymi, tylko nieliczne gatunki latają w ciągu dnia. Rodzina ta charakteryzuje się masywną budową ciała o doskonałych warunkach aerodynamicznych. Należą do najszybciej latających motyli i w ogóle owadów. Nawet na długich dystansach mogą osiągać prędkość do 50 km/h, a nawet 65 km/h, wykorzystując maksymalnie siłę nośną wiatrów, natomiast w porze bezwietrznej ich przemieszczanie się ma ograniczony charakter.
Pokarm pobierają podobnie jak kolibry, zawisając w powietrzu dzięki szybkim trzepoczącym ruchom skrzydeł, stąd ich nazwa.
Gąsienice żerują na liściach drzew, krzewów i roślin zielnych. Przepoczwarczają się w ziemi lub na jej powierzchni w oprzędach z połączonych liści i resztek roślin. Zimuje poczwarka, najczęściej występuje jedno pokolenie w ciągu roku.
Wśród zawisaków zawisak borowiec (Sphinx pinastri) jest szkodnikiem lasów zjadającym igły sosny. Przy masowym pojawie może powodować gołożery.
Zawisakiem chronionym w Polsce jest postojak wiesiołkowiec (Proserpinus proserpina).
W Polsce pospolitym gatunkiem jest nastrosz lipowiec (Mimas tiliae). Do rodziny zawisaków należy jeden z największych polskich, a zarazem europejskich motyli zmierzchnica trupia główka (Acherontia atropos).